# Tour de France 2005
92. ročník cyklistického etapového závodu Tour de France odstartoval v sobotu 2. července a skončil tradičně po pařížským vítězným obloukem 24. července. Závodu se zúčastnilo celkem 189 cyklistů z 21 týmů.

## Trasa závodu
| Etapa | Datum        | Start – cíl                        | Délka (km) | Vítěz etapy           | Držitel žlutého trikotu |
| 1.    | 2. července  | Fromentine – Noirmoutier-en-l'Île  | 19         | David Zabriskie       | David Zabriskie         |
| 2.    | 3. července  | Challans – Les Essarts             | 181,5      | Tom Boonen            | David Zabriskie         |
| 3.    | 4. července  | La Châtaigneraie – Tours           | 212,5      | Tom Boonen            | David Zabriskie         |
| 4.    | 5. července  | Tours – Blois                      | 67,5       | Discovery Channel PCT | Lance Armstrong         |
| 5.    | 6. července  | Chambord – Montargis               | 183        | Robbie McEwen         | Lance Armstrong         |
| 6.    | 7. července  | Troyes – Nancy                     | 199        | Lorenzo Bernucci      | Lance Armstrong         |
| 7.    | 8. července  | Lunéville – Karlsruhe              | 228,5      | Robbie McEwen         | Lance Armstrong         |
| 8.    | 9. července  | Pforzheim – Gérardmer              | 231,5      | Pieter Weening        | Lance Armstrong         |
| 9.    | 10. července | Gérardmer – Mylhúzy                | 171        | Michael Rasmussen     | Jens Voigt              |
| 10.   | 12. července | Brignoud – Courchevel              | 181        | Alejandro Valverde    | Lance Armstrong         |
| 11.   | 13. července | Courchevel – Briançon              | 173        | Alexandr Vinokurov    | Lance Armstrong         |
| 12.   | 14. července | Briançon – Digne-les-Bains         | 187        | David Moncoutié       | Lance Armstrong         |
| 13.   | 15. července | Miramas – Montpellier              | 173,5      | Robbie McEwen         | Lance Armstrong         |
| 14.   | 16. července | Agde – Ax-3 Domaines               | 220,5      | Georg Totschnig       | Lance Armstrong         |
| 15.   | 17. července | Lézat-sur-Lèze – Saint-Lary Soulan | 205,5      | George Hincapie       | Lance Armstrong         |
| 16.   | 19. července | Mourenx – Pau                      | 180,5      | Oscar Pereiro         | Lance Armstrong         |
| 17.   | 20. července | Pau – Revel                        | 239,5      | Paolo Savoldelli      | Lance Armstrong         |
| 18.   | 21. července | Albi – Mende                       | 189        | Marcos Serrano        | Lance Armstrong         |
| 19.   | 22. července | Issoire – Le Puy-en-Velay          | 153,5      | Giuseppe Guerini      | Lance Armstrong         |
| 20.   | 23. července | Saint-Étienne – Saint-Étienne      | 55,5       | Lance Armstrong       | Lance Armstrong         |
| 21.   | 24. července | Corbeil-Essonnes – Paříž           | 144,5      | Alexandr Vinokurov    | Lance Armstrong         |

## Držení trikotů
| Etapa               | Vítěz etapy         | Celková klasifikace                 | Bodovací soutěže              | Vrchařská soutěž                   | Mladý jezdec                  | Soutěž týmů               | Nejaktivnější jezdec               |
| ------------------- | ------------------- | ----------------------------------- | ----------------------------- | ---------------------------------- | ----------------------------- | ------------------------- | ---------------------------------- |
| 1                   | David Zabriskie     | David Zabriskie                     | David Zabriskie               | žádné ocenění                      | Fabian Cancellara             | Team CSC                  | žádné ocenění                      |
| 2                   | Tom Boonen          | David Zabriskie                     | Tom Boonen                    | Thomas Voeckler                    | Fabian Cancellara             | Team CSC                  | Sylvain Calzati                    |
| 3                   | Tom Boonen          | David Zabriskie                     | Tom Boonen                    | Erik Dekker                        | Jaroslav Popovyč              | Team CSC                  | Erik Dekker                        |
| 4                   | Discovery Channel   | Lance Armstrong                     | Tom Boonen                    | Erik Dekker                        | Jaroslav Popovyč              | Team CSC                  | žádné ocenění                      |
| 5                   | Robbie McEwen       | Lance Armstrong                     | Tom Boonen                    | Erik Dekker                        | Jaroslav Popovyč              | Team CSC                  | Juan Antonio Flecha                |
| 6                   | Lorenzo Bernucci    | Lance Armstrong                     | Tom Boonen                    | Karsten Kroon                      | Jaroslav Popovyč              | Team CSC                  | Christophe Mengin                  |
| 7                   | Robbie McEwen       | Lance Armstrong                     | Tom Boonen                    | Fabian Wegmann                     | Jaroslav Popovyč              | Team CSC                  | Fabian Wegmann                     |
| 8                   | Pieter Weening      | Lance Armstrong                     | Tom Boonen                    | Michael Rasmussen                  | Vladimir Karpets              | Team CSC                  | Pieter Weening                     |
| 9                   | Michael Rasmussen   | Jens Voigt                          | Tom Boonen                    | Michael Rasmussen                  | Vladimir Karpets              | Team CSC                  | Michael Rasmussen                  |
| 10                  | Alejandro Valverde  | Lance Armstrong                     | Tom Boonen                    | Michael Rasmussen                  | Alejandro Valverde            | Team CSC                  | Laurent Brochard                   |
| 11                  | Alexandr Vinokurov  | Lance Armstrong                     | Tom Boonen                    | Michael Rasmussen                  | Alejandro Valverde            | Team CSC                  | Alexandr Vinokurov                 |
| 12                  | David Moncoutié     | Lance Armstrong                     | Thor Hushovd                  | Michael Rasmussen                  | Alejandro Valverde            | Team CSC                  | David Moncoutié                    |
| 13                  | Robbie McEwen       | Lance Armstrong                     | Thor Hushovd                  | Michael Rasmussen                  | Jaroslav Popovyč              | Team CSC                  | Carlos Da Cruz                     |
| 14                  | Georg Totschnig     | Lance Armstrong                     | Thor Hushovd                  | Michael Rasmussen                  | Jaroslav Popovyč              | T-Mobile Team             | Georg Totschnig                    |
| 15                  | George Hincapie     | Lance Armstrong                     | Thor Hushovd                  | Michael Rasmussen                  | Jaroslav Popovyč              | T-Mobile Team             | Óscar Pereiro                      |
| 16                  | Óscar Pereiro       | Lance Armstrong                     | Thor Hushovd                  | Michael Rasmussen                  | Jaroslav Popovyč              | T-Mobile Team             | Óscar Pereiro                      |
| 17                  | Paolo Savoldelli    | Lance Armstrong                     | Thor Hushovd                  | Michael Rasmussen                  | Jaroslav Popovyč              | Discovery Channel         | Sébastien Hinault                  |
| 18                  | Marcos Serrano      | Lance Armstrong                     | Thor Hushovd                  | Michael Rasmussen                  | Jaroslav Popovyč              | T-Mobile Team             | Carlos Da Cruz                     |
| 19                  | Giuseppe Guerini    | Lance Armstrong                     | Thor Hushovd                  | Michael Rasmussen                  | Jaroslav Popovyč              | T-Mobile Team             | Sandy Casar                        |
| 20                  | Lance Armstrong     | Lance Armstrong                     | Thor Hushovd                  | Michael Rasmussen                  | Jaroslav Popovyč              | T-Mobile Team             | žádné ocenění                      |
| 21                  | Alexandr Vinokurov  | Lance Armstrong                     | Thor Hushovd                  | Michael Rasmussen                  | Jaroslav Popovyč              | T-Mobile Team             | Philippe Gilbert                   |
| Konečné pořadí 2005 | Konečné pořadí 2005 | Celková klasifikace Lance Armstrong | Bodovací soutěže Thor Hushovd | Vrchařská soutěž Michael Rasmussen | Mladý jezdec Jaroslav Popovyč | Soutěž týmů T-Mobile Team | Nejaktivnější jezdec Óscar Pereiro |

## Klasifikace
| 92. Tour de France 2005 – Klasifikace | 92. Tour de France 2005 – Klasifikace | 92. Tour de France 2005 – Klasifikace |                  |
| ------------------------------------- | ------------------------------------- | ------------------------------------- | ---------------- |
| Délka závodu                          | 21 etap, 3608 km                      | 21 etap, 3608 km                      | 21 etap, 3608 km |
| Žlutý trikot                          | Lance Armstrong                       | 86:15:02 h (41,832 km/h)              |                  |
| 2.                                    | Ivan Basso                            | + 4:40 min                            |                  |
| 3.                                    | Jan Ullrich                           | + 6:21 min                            |                  |
| 4.                                    | Francisco Mancebo                     | + 9:59 min                            |                  |
| 5.                                    | Alexandr Vinokurov                    | + 11:01 min                           |                  |
| 6.                                    | Levi Leipheimer                       | + 11:21 min                           |                  |
| 7.                                    | Michael Rasmussen                     | + 11:33 min                           |                  |
| 8.                                    | Cadel Evans                           | + 11:55 min                           |                  |
| 9.                                    | Floyd Landis                          | + 12:44 min                           |                  |
| 10.                                   | Oscar Pereiro                         | + 16:04 min                           |                  |
| Zelený trikot                         | Thor Hushovd                          | 194 P.                                |                  |
| 2.                                    | Stuart O'Grady                        | 182 P.                                |                  |
| 3.                                    | Robbie McEwen                         | 178 P.                                |                  |
| 4.                                    | Alexandr Vinokurov                    | 158 P.                                |                  |
| 5.                                    | Allan Davis                           | 130 P.                                |                  |
| 6.                                    | Oscar Pereiro                         | 118 P.                                |                  |
| 7.                                    | Robert Förster                        | 101 P.                                |                  |
| 8.                                    | Lance Armstrong                       | 93 P.                                 |                  |
| 9.                                    | Baden Cooke                           | 91 P.                                 |                  |
| 10.                                   | Bernhard Eisel                        | 88 P.                                 |                  |
| Puntíkovaný trikot                    | Michael Rasmussen                     | 185 P.                                |                  |
| 2.                                    | Oscar Pereiro Sio                     | 155 P.                                |                  |
| 3.                                    | Lance Armstrong                       | 99 P.                                 |                  |
| 4.                                    | Christophe Moreau                     | 93 P.                                 |                  |
| 5.                                    | Michael Boogerd                       | 90 P.                                 |                  |
| 6.                                    | Santiago Botero                       | 88 P.                                 |                  |
| 7.                                    | Alexandr Vinokurov                    | 75 P.                                 |                  |
| 8.                                    | Laurent Brochard                      | 75 P.                                 |                  |
| 9.                                    | George Hincapie                       | 74 P.                                 |                  |
| 10.                                   | Pietro Caucchioli                     | 73 P.                                 |                  |
| Bílý trikot                           | Jaroslav Popovyč                      | 86:34:04 h                            |                  |
| 2.                                    | Andrej Kašečkin                       | + 9:02 min                            |                  |
| 3.                                    | Alberto Contador                      | + 44:23 min                           |                  |
| 4.                                    | Maxim Iglinski                        | + 59:42 min                           |                  |
| 5.                                    | Jérôme Pineau                         | + 1:12:36 h                           |                  |
| 6.                                    | Vladimir Karpec                       | + 1:24:43 h                           |                  |
| 7.                                    | David Arroyo                          | + 1:35:10 h                           |                  |
| 8.                                    | Patrik Sinkewitz                      | + 1:48:46 h                           |                  |
| 9.                                    | Thomas Lövkvist                       | + 1:48:46 h                           |                  |
| 10.                                   | Philippe Gilbert                      | + 2:04:58 h                           |                  |
| Týmová klasifikace                    | Team T-Mobile                         | 256:10:29 h                           |                  |
| 2.                                    | Discovery Channel                     | + 14:57 min                           |                  |
| 3.                                    | Team CSC                              | + 25:15 min                           |                  |
| 4.                                    | Crédit Agricole                       | + 55:24 min                           |                  |
| 5.                                    | Illes Balears                         | + 1:06:09 h                           |                  |
| 6.                                    | Phonak                                | + 1:09:20 h                           |                  |
| 7.                                    | Liberty Seguros-Würth                 | + 1:47:56 h                           |                  |
| 8.                                    | Rabobank                              | + 2:26:30 h                           |                  |
| 9.                                    | Saunier Duval-Prodir                  | + 2:48:58 h                           |                  |
| 10.                                   | Ag2r Prévoyance                       | + 2:52:04 h                           |                  |